# Klettergebiet Massone

Lage des Klettergebietes bei Massone

Das Klettergebiet Massone (auch Policromuro (ital: mehrfarbige Wand)) liegt oberhalb des gleichnamigen Ortsteils von Arco nördlich des Gardasees. Der nach Südosten ausgerichtete Felsriegel aus Kalk gehört zu den größten, bekanntesten und meistfrequentierten Klettergebieten Italiens. Er gliedert sich in drei Sektoren, in denen sich mehr als 160 Routen in den Schwierigkeitsgraden 4a bis 9a+ befinden.
In vielen Routen wurden brüchige Griffe oder Tritte mit Sika befestigt oder komplett neu geschaffen. Da es zwischen Kletterern und Grundstückseigentümern der direkt am Wandfuß liegenden Olivenhaine wiederholt Konflikte gab, kaufte die Gemeinde Arco die Grundstücke, um so diese Klettermöglichkeit dauerhaft zu sichern.

## Sektoren

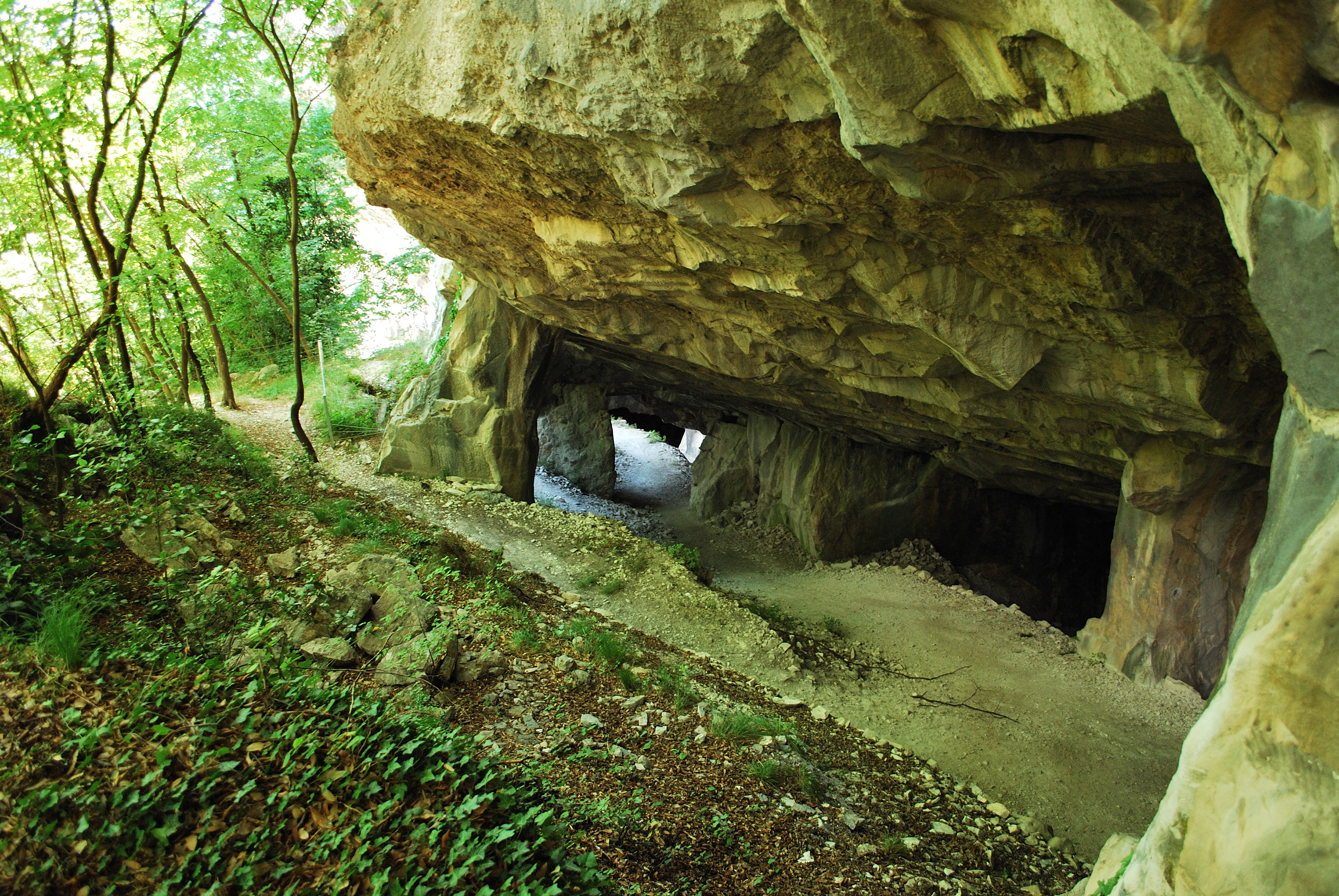
Der Sektor Pueblo des Klettergebietes

### Sektor Bassa
Der unterste der Sektoren heißt eigentlich Policro Muro, wird heute aber fast nur noch als Massone Bassa bezeichnet. In ihm befinden sich fast alle leichteren Routen des Gebiets, er wird dementsprechend unter anderem auch von Kletterkursen genutzt.
Während im linken und rechten Wandteil des Sektors hauptsächlich kurze (bis zu 20 m lange), plattige, geneigte Routen in den unteren Schwierigkeitsgraden dominieren, befinden sich im mittleren Abschnitt etwas längere, leicht überhängende Routen hauptsächlich im siebten französischen Schwierigkeitsgrad, vereinzelt führen Route auch durch kleinere Dächer.
Der Sektor Bassa war die erste Felswand in der Region Arco, deren (Haken)sanierung durch die Gemeinde Arco finanziert wurde.

### Sektor Gola
Der Sektor Gola hat seinen Namen von seiner Lage oberhalb einer kleinen Schlucht. Der mittlere der drei Sektoren, der im Wesentlichen von Diego Depretto erschlossen wurde, bietet die längsten Routen des Gebiets. Die bis zu 45 m langen Routen in den Schwierigkeitsgraden 7b bis 8a+ sind meistens senkrecht bis leicht überhängend.

### Sektor Pueblo
Der oberste der Sektoren (auch Sektor Tirol) bietet einige der spektakulärsten, überhängendsten und schwersten Routen im Raum Arco. Erschlossen wurde er unter anderen von Rolando Larcher, Reinhold Scherer und Gerhard Hörhager. Der Sektor besteht aus weit ausladenden Überhängen und einem Höhlensystem im rechten Bereich, das ab dem 18. Jahrhundert durch einen Oolith-Steinbruch entstand, aus dem große Blöcke insbesondere für Skulpturen u. a. nach Parma, Trient, Innsbruck, Salzburg und Wien exportiert wurden. Zusätzlich wurden die Höhlen im Zweiten Weltkrieg vergrößert, um Panzer darin verstecken zu können. Davon zeugt heute noch eine Windenbefestigung aus Stahl und Beton am linken der Höhleneingänge.
2002 kaufte der World Wildlife Fund das Gelände im rechten Teil des Sektors, um dort einen geologischen Lehrpfad anzulegen. Dieser Abschnitt des Sektors wurde daraufhin für Kletterer gesperrt, viele Haken entfernt sowie ein Wegesystem in und außerhalb der Höhlen angelegt und durch Steinmauern befestigt.

#### Underground
Die Kletterroute Underground (Schwierigkeitsgrad 9a) war längere Zeit die schwerste Route Italiens. Sie verläuft fast waagrecht durch ein Höhlendach und überwindet bei einer Länge von etwa 25 m gerade einmal 5 m Höhenunterschied.
Die Erstbegehung der von Gerhard Hörhager erschlossenen Route gelang 1998 dem Italiener Manfred Stuffer. Ob er die Route tatsächlich klettern konnte, ist allerdings umstritten, in diesem Falle wäre Yuji Hirayama, der die Route im Jahr 2000 kletterte, der Erstbegeher. Die erste Frau, der eine Begehung gelang, war Laura Rogora.
Die Route startet an einem Pfeiler etwa in der Höhlenmitte mit einem weiten Zug zu einem guten Griff. Nach einigen leichten Zügen folgt dann die erste der beiden Schlüsselstellen im Fb-Grad 8a. Daran schließen sich weitere relativ leichte Züge an. Die zweite Schlüsselstelle befindet sich dann am Ende der Route beim Ausstieg vom Dach in die Platte.
Bisher konnte die Underground mehrere Male wiederholt werden und gehört mittlerweile zu einer der am meisten wiederholten Routen in dem Schwierigkeitsgrad. Einige der Wiederholer sind:
- Tomáš Mrázek (Mai 2002)[6]
- Christian Bindhammer (Herbst 2002)
- Vadim Vinokur[7]
- Kilian Fischhuber (Mai 2005)[8]
- Cédric Lachat (2007)[9]
- Lukasz Dudek (April 2009)[10]
- Jakob Schubert (März 2010)[11]
- Gabriele Moroni (September 2014)[12]
- Domen Škofic (September 2014)[13]
- Alexander Feichter (März 2015)[14]
- Heli Kotter (2015)[15]
- Jacopo Larcher (2016)
- Magnus Midtbø (2017)[16]